# تری‌اکسیدان
تری‌اکسیدان (به انگلیسی: Trioxidane) یک ترکیب شیمیایی با شناسه پاب‌کم ۱۶۶۷۱۷ است.
در واقع، H₂O₃ یک ترکیب آلی‌-معدنی است که از پیوند هیدروژن با اکسیژن تشکیل شده است. این ترکیب به طور معمول در حالت ناپایدار وجود دارد 
حالت فیزیکی: 
این ترکیب ممکن است در دماهای پایین به صورت مایع باشد، اما در دماهای عادی و فشار استاندارد در حالت گازی یا حتی در حالت بخار وجود دارد.
واکنش‌پذیری:
ترکیب H₂O₃ بسیار واکنش‌پذیر است. واکنش‌های آن معمولاً با تجزیه‌ یا واکنش‌های اکسیژن‌دار همراه است. به عنوان مثال، این ترکیب در واکنش‌های شیمیایی به سرعت با دیگر ترکیبات واکنش می‌دهد و تولید آب (H₂O) و اکسیژن (O₂) می‌کند.
ترکیب و ساختار پیوندی:
ساختار پیوندی مولکول H₂O₃ به گونه‌ای است که اکسیژن‌ها به شکل پراکنده در میان هیدروژن‌ها قرار می‌گیرند. این پیوندها بیشتر به دلیل برهم‌کنش‌های الکترواستاتیکی و پیوندهای هیدروژنی شکل می‌گیرند.
در واکنش‌ها و آزمایشات، معمولاً H₂O₃ به صورت یک ترکیب واسطه به کار می‌رود و در واکنش‌ها شرکت می‌کند که به تجزیه آن یا تبدیل آن به ترکیبات پایدارتر منجر می‌شود.